# Морско око
Морско око (пољ. Morskie oko) језеро је у Пољској у Малопољском војводству. Највеће је и четврто најдубље језеро у Татрама. Налази се у Татранском националном парку, у долини Рибијег потока.
Језеро окружују врхови виши од 1.000 метара надморске висине, међу којима је и Риси (2499 метара), највиши врх у пољским Татрама. У прошлости, Морско око је било познато под називом Рибље језеро (пољ. Rybie jezioro) због рибљег богатства које је нетипично за остала језера у Татрама. Име "Морско око" је настало из старе легенде према којој је језеро подземним пролазима било повезано с морем.

Морско око је једна од најпопуларнијих туристичких дестинација у Татрама.